# 鏡頭

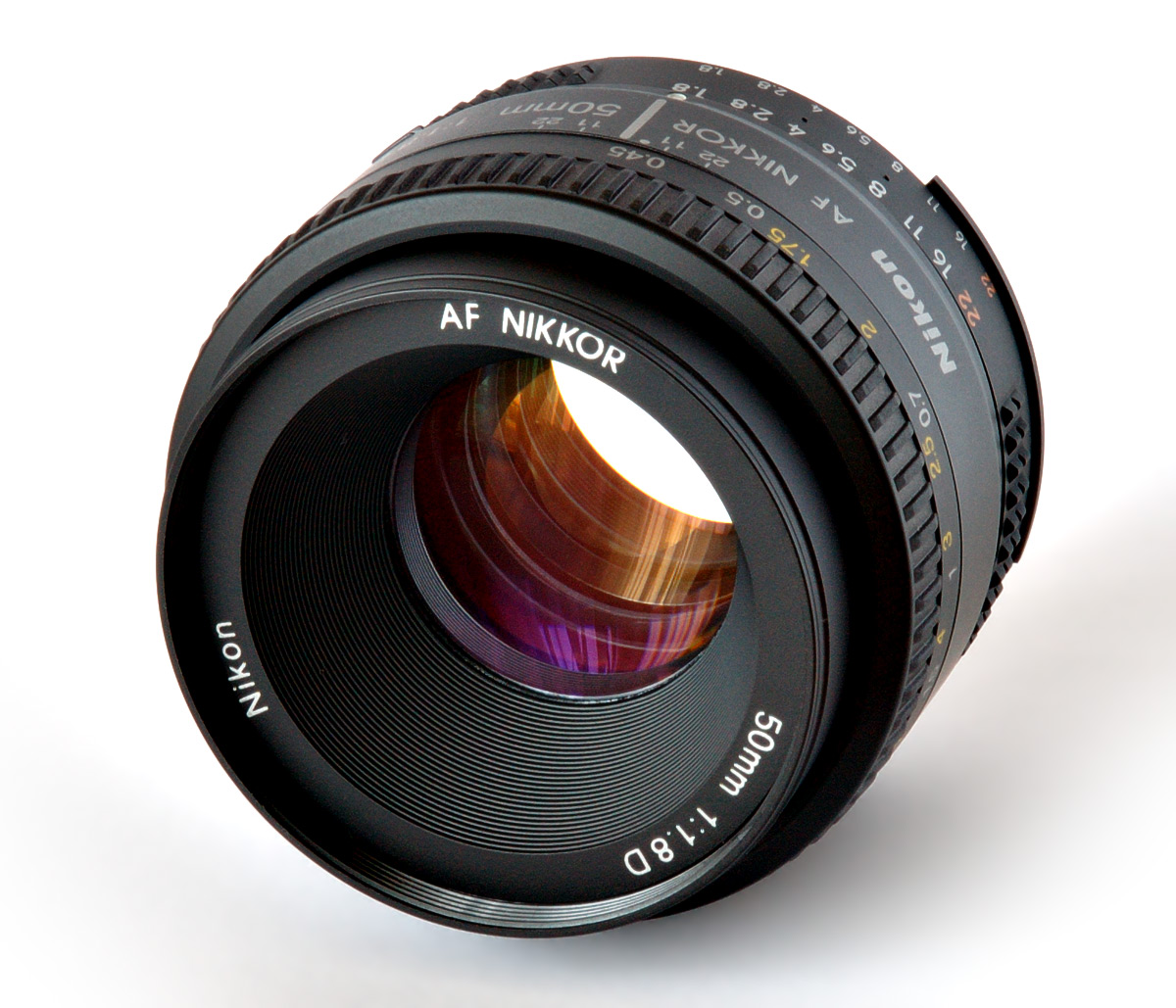
尼康尼克尔AF 50mm f/1.8D 镜头

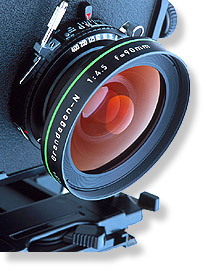
1-90mm鏡頭

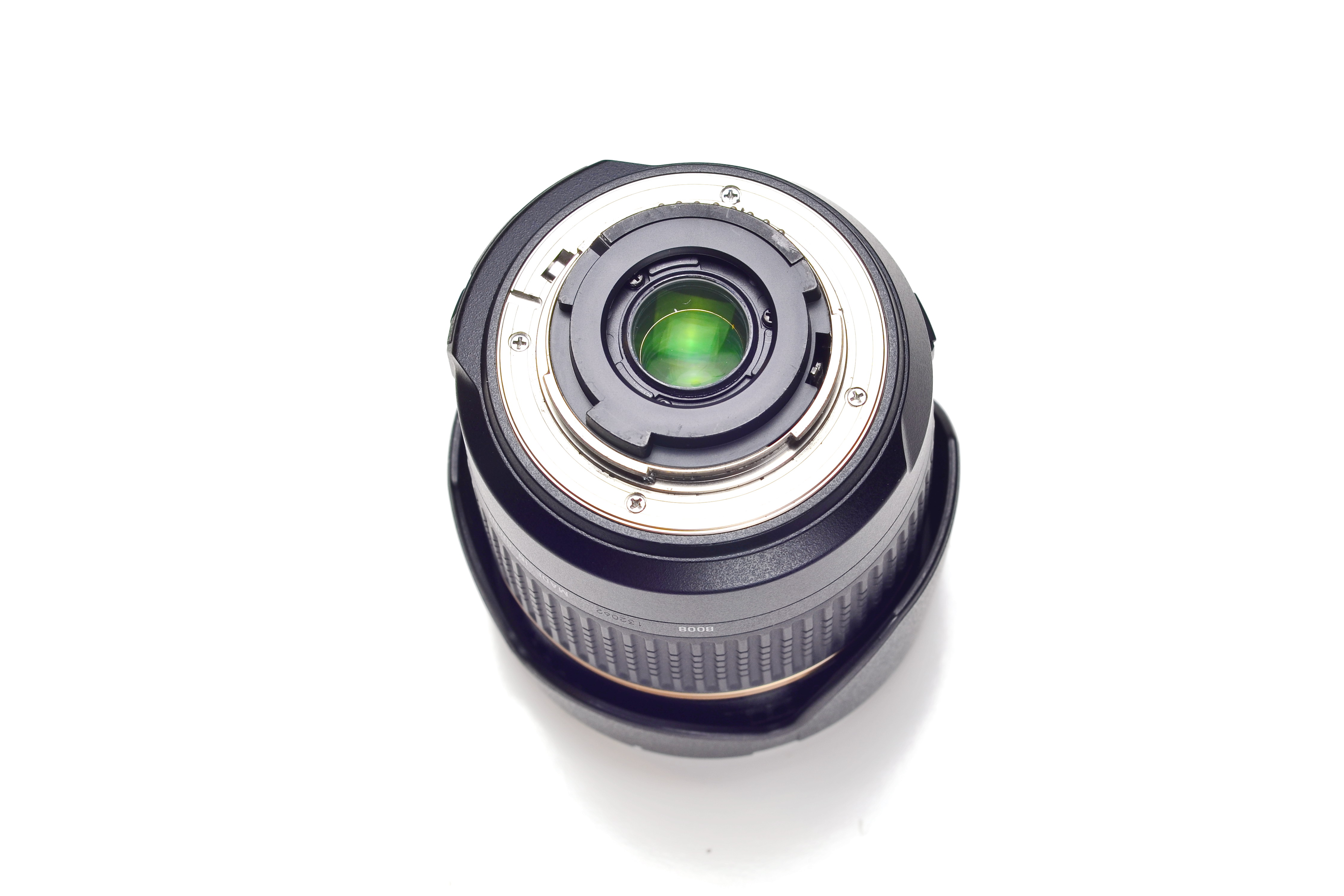
騰龍B008鏡頭的後玉（尼康F接環）

镜头（英語：Camera lens）通常由一块或者多块光学玻璃组成的透镜组，一般由凹透鏡、凸透镜，或其组合组成。现代照相机镜头还有采用非球面镜，非球面镜又有光学玻璃磨制非球面镜、複合非球面、塑料压制非球面镜之分。在成像质素基本相同的情况下，其制造成本，使用寿命有较大的区别。
理论上而言，一个简单的凸透镜就是一个镜头，但是在实际应用中，镜头需要各种透镜的组合来矫正光学畸变。

## 镜头分类

### 照相機鏡頭（以35MM格式軟片設計的相機）
- 變焦鏡頭 - 可以改變焦距的鏡頭
- 定焦鏡頭 - 定焦距的鏡頭

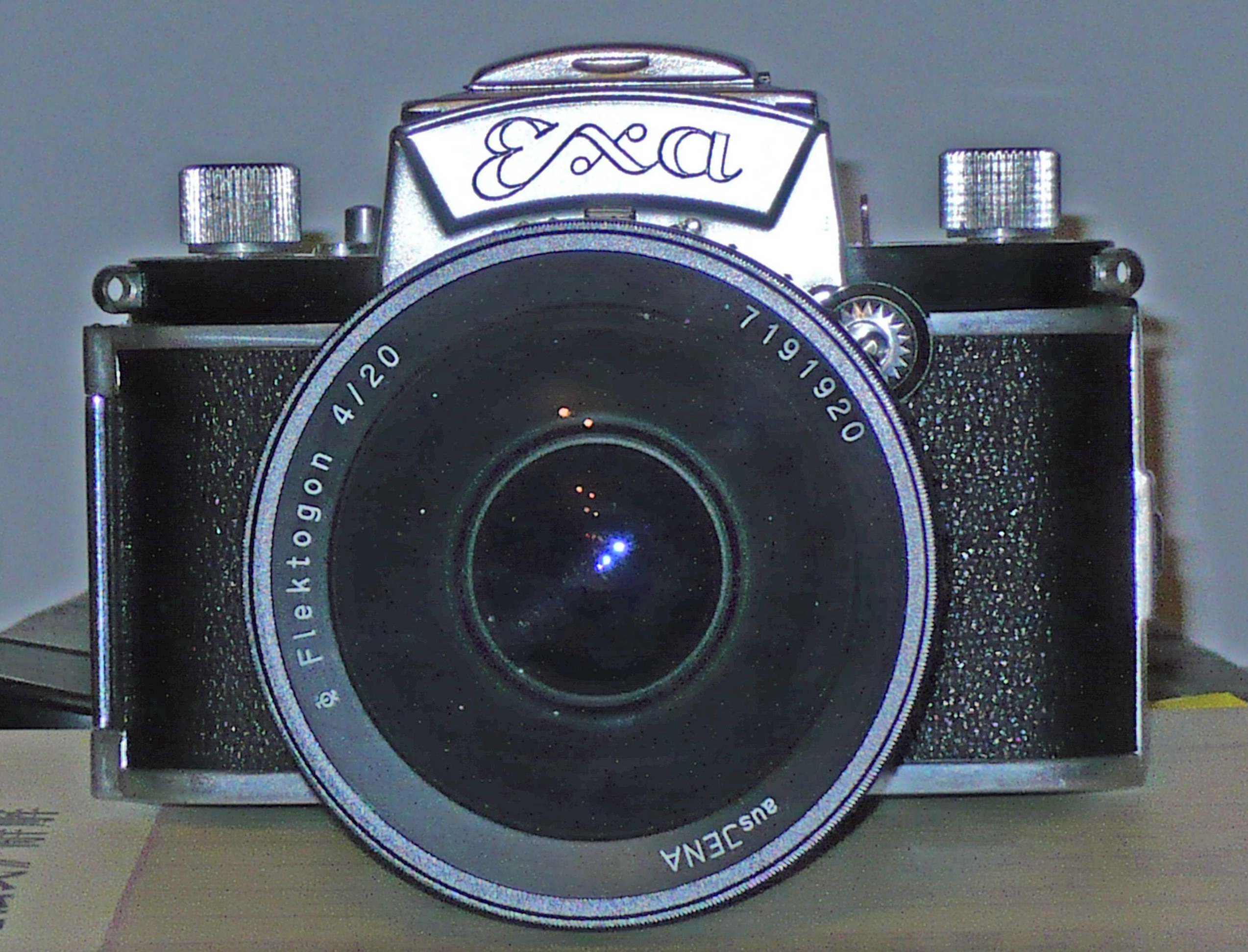
Ihagee Exa 相机配蔡司 Flektogon 1:4 20mm 超广角镜头

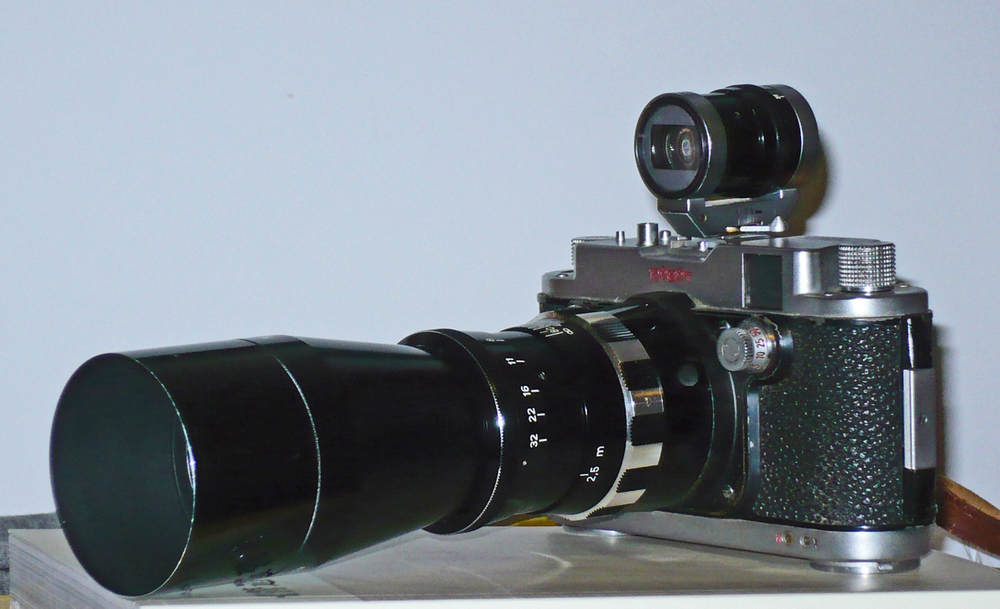
罗伯特相机配Schneider Kreuznach TELE XENAR 1:5.5 200毫米镜头

  - 魚眼鏡頭 - 焦距極短並且視角接近或等於180°的鏡頭。   16mm或焦距更短的鏡頭通常即可認為是魚眼鏡頭。
  - 超廣角鏡頭 - 一般焦距为12mm-24mm
  - 廣角鏡頭 - 焦距短於標准鏡頭（50mm），鏡頭成像比實際事物為小，透視感較誇張。
  - 標準鏡頭 - 鏡頭焦距為50mm，與人眼視覺接近。
  - 遠攝鏡頭 - 焦距67mm-206mm，壓縮感強。當中焦距達300mm或以上稱為「超遠攝鏡頭」。
  - 反射鏡頭 - 反射鏡頭是指利用兩次光線反射從而大幅縮減鏡頭長度的特殊鏡頭。特點是色散控制非常好。
  - 移軸鏡頭（Tilt-shift photography） - 移軸鏡頭是一種能調整影像透視關係或全區域聚焦的鏡頭。移軸鏡頭的作用主要是糾正被攝物的透視變形和實現被攝體的全區域聚焦，使畫面中近處和遠處的被攝體都能結成清晰的影像。
  - 微距鏡頭 - 作微觀拍攝之用，因為放大比率及最近對焦比一般鏡頭為高，所以一般用來拍攝十分細微的物體，如花卉及昆蟲。
  - 增距鏡 - 作為增加原有鏡頭的焦距，但多數只用於遠攝鏡。
  - 饼干镜头 — 外观小巧扁平的镜头

### 镜头的卡口
不同品牌的单反相机通常使用了不同的卡口，下表列出了常见的一些镜头卡口。
| 名称               | 机身像场定位距离（mm） | 卡口环直径（mm） | 卡口环类型 | 旋转方向 | 常见相机品牌                     |
| ------------------ | ---------------------- | ---------------- | ---------- | -------- | -------------------------------- |
| 4/3                | 38.6                   | 46.5             | 内三爪     | 顺时针   | 奥林巴斯、松下、Leica            |
| AR                 | 40.5                   | 47.0             | 内三爪     | 顺时针   | 柯尼卡                           |
| FD/FL              | 42.1                   | 48.0             | 外三爪     | 顺时针   | 佳能T、A、F                      |
| MD/MC              | 43.5                   | 45.0             | 内三爪     | 顺时针   | 美能达、海鸥                     |
| AX                 | 43.5                   | 49.0             | 内三爪     | 顺时针   | Fujica                           |
| EF                 | 44.0                   | 54.0             | 内三爪     | 顺时针   | 佳能EOS系列                      |
| SA                 | 44.0                   | 48.5             | 内三爪     | 顺时针   | 适马                             |
| A                  | 44.5                   | 50.0             | 内外三爪   | 顺时针   | 索尼、柯尼卡美能达、美能达AF     |
| C/Y                | 45.5                   | 48.0             | 内三爪     | 顺时针   | Contax、Yashica、凤凰            |
| Kyocera/Yashica AF | 45.5                   | 50.0             | 内三爪     | 顺时针   | Kyocera、Yashica AF              |
| K/PK/RK            | 45.5                   | 48.5             | 内三爪     | 顺时针   | 宾得、理光、Chinon、Cosina、凤凰 |
| M42                | 45.5                   | 50.0             | 螺纹       | 顺时针   |                                  |
| Mamiya             | 45.5                   | 49.0             | 内三爪     | 顺时针   | Mamiya NC/ZE系列照相机           |
| OM                 | 46.0                   | 47.5             | 内三爪     | 顺时针   | 奥林巴斯                         |
| F                  | 46.5                   | 47.0             | 内三爪     | 顺时针   | 尼康、凤凰                       |
| R                  | 46.9                   | 49.0             | 螺纹       | 顺时针   | Leica R                          |
| Kyocera Contax-N   | 48.0                   | 55.0             | 内三爪     | 顺时针   | Contax N                         |

### 显微镜镜头
- 显微接目镜
- 显微接物镜

### 天文望远镜
- 天文望远镜接目镜
- 天文望远镜接物镜

## 透镜样式
- 库克式三元透镜
- 四片三组天塞式透镜
- 对称高斯透镜
- 蔡司普拉纳结构
- 非对称高斯透镜
- 反望遠式透镜

## 透镜像差
- 球面像差
- COMA / 彗差
- 像散
- 像场弯曲
- 畸变
- 色差

## 透镜设计家
- 比尔·安金牛克斯
- 麦克斯·别雷克
- 路得为格·雅可布·贝特勒
- 恩斯特·万德斯莱布
- 卡尔·保罗·戈尔子
- 得米特里·马克苏图夫
- 威利·墨尔特
- 保罗·儒道夫
- 育色夫·施奈得
- 阿瑟·塞伯特
- 哈咯得·丹尼斯·泰勒
- 霍斯·威廉·李
- 瓦尔特·曼德勒

## 外部連結
- Photo.net Lens Tutorial
- optical glass